# Trusser
Trusser er et stykke undertøj der dækker hofte og skridt, men ikke benene. Undertiden også kaldet "underbenklæder" omend dette er ved at glide ud af det danske sprog.
I beklædningsbranchen benyttes ofte entalsformen "en trusse".
| Tøj | Spire Denne artikel om tøj, sko eller lignende er en spire som bør udbygges. Du er velkommen til at hjælpe Wikipedia ved at udvide den. |